# Llista d'asteroides/96901–97000
| Nom     | Designació provisional | Data de descobriment | Lloc de descobriment | Descobridor/s |
| ------- | ---------------------- | -------------------- | -------------------- | ------------- |
| 96901 - | 1999 TM70              | 9 d'octubre, 1999    | Kitt Peak            | Spacewatch    |
| 96902 - | 1999 TH81              | 11 d'octubre, 1999   | Kitt Peak            | Spacewatch    |
| 96903 - | 1999 TJ83              | 12 d'octubre, 1999   | Kitt Peak            | Spacewatch    |
| 96904 - | 1999 TN95              | 2 d'octubre, 1999    | Socorro              | LINEAR        |
| 96905 - | 1999 TT95              | 2 d'octubre, 1999    | Socorro              | LINEAR        |
| 96906 - | 1999 TJ98              | 2 d'octubre, 1999    | Socorro              | LINEAR        |
| 96907 - | 1999 TC99              | 2 d'octubre, 1999    | Socorro              | LINEAR        |
| 96908 - | 1999 TP99              | 2 d'octubre, 1999    | Socorro              | LINEAR        |
| 96909 - | 1999 TC101             | 2 d'octubre, 1999    | Socorro              | LINEAR        |
| 96910 - | 1999 TX102             | 2 d'octubre, 1999    | Socorro              | LINEAR        |
| 96911 - | 1999 TY102             | 2 d'octubre, 1999    | Socorro              | LINEAR        |
| 96912 - | 1999 TB103             | 2 d'octubre, 1999    | Socorro              | LINEAR        |
| 96913 - | 1999 TO103             | 3 d'octubre, 1999    | Socorro              | LINEAR        |
| 96914 - | 1999 TP103             | 3 d'octubre, 1999    | Socorro              | LINEAR        |
| 96915 - | 1999 TC105             | 3 d'octubre, 1999    | Socorro              | LINEAR        |
| 96916 - | 1999 TL107             | 4 d'octubre, 1999    | Socorro              | LINEAR        |
| 96917 - | 1999 TD113             | 4 d'octubre, 1999    | Socorro              | LINEAR        |
| 96918 - | 1999 TJ113             | 4 d'octubre, 1999    | Socorro              | LINEAR        |
| 96919 - | 1999 TU113             | 4 d'octubre, 1999    | Socorro              | LINEAR        |
| 96920 - | 1999 TD116             | 4 d'octubre, 1999    | Socorro              | LINEAR        |
| 96921 - | 1999 TN117             | 4 d'octubre, 1999    | Socorro              | LINEAR        |
| 96922 - | 1999 TO118             | 4 d'octubre, 1999    | Socorro              | LINEAR        |
| 96923 - | 1999 TM121             | 4 d'octubre, 1999    | Socorro              | LINEAR        |
| 96924 - | 1999 TV122             | 4 d'octubre, 1999    | Socorro              | LINEAR        |
| 96925 - | 1999 TX125             | 4 d'octubre, 1999    | Socorro              | LINEAR        |
| 96926 - | 1999 TD126             | 4 d'octubre, 1999    | Socorro              | LINEAR        |
| 96927 - | 1999 TX126             | 15 d'octubre, 1999   | Socorro              | LINEAR        |
| 96928 - | 1999 TU128             | 6 d'octubre, 1999    | Socorro              | LINEAR        |
| 96929 - | 1999 TW128             | 6 d'octubre, 1999    | Socorro              | LINEAR        |
| 96930 - | 1999 TD129             | 6 d'octubre, 1999    | Socorro              | LINEAR        |
| 96931 - | 1999 TR129             | 6 d'octubre, 1999    | Socorro              | LINEAR        |
| 96932 - | 1999 TG130             | 6 d'octubre, 1999    | Socorro              | LINEAR        |
| 96933 - | 1999 TV130             | 6 d'octubre, 1999    | Socorro              | LINEAR        |
| 96934 - | 1999 TC132             | 6 d'octubre, 1999    | Socorro              | LINEAR        |
| 96935 - | 1999 TJ135             | 6 d'octubre, 1999    | Socorro              | LINEAR        |
| 96936 - | 1999 TW140             | 6 d'octubre, 1999    | Socorro              | LINEAR        |
| 96937 - | 1999 TY140             | 6 d'octubre, 1999    | Socorro              | LINEAR        |
| 96938 - | 1999 TQ146             | 7 d'octubre, 1999    | Socorro              | LINEAR        |
| 96939 - | 1999 TW146             | 7 d'octubre, 1999    | Socorro              | LINEAR        |
| 96940 - | 1999 TX149             | 7 d'octubre, 1999    | Socorro              | LINEAR        |
| 96941 - | 1999 TF153             | 7 d'octubre, 1999    | Socorro              | LINEAR        |
| 96942 - | 1999 TQ154             | 7 d'octubre, 1999    | Socorro              | LINEAR        |
| 96943 - | 1999 TE157             | 9 d'octubre, 1999    | Socorro              | LINEAR        |
| 96944 - | 1999 TK161             | 9 d'octubre, 1999    | Socorro              | LINEAR        |
| 96945 - | 1999 TB163             | 9 d'octubre, 1999    | Socorro              | LINEAR        |
| 96946 - | 1999 TT163             | 9 d'octubre, 1999    | Socorro              | LINEAR        |
| 96947 - | 1999 TD167             | 10 d'octubre, 1999   | Socorro              | LINEAR        |
| 96948 - | 1999 TB168             | 10 d'octubre, 1999   | Socorro              | LINEAR        |
| 96949 - | 1999 TG170             | 10 d'octubre, 1999   | Socorro              | LINEAR        |
| 96950 - | 1999 TU171             | 10 d'octubre, 1999   | Socorro              | LINEAR        |
| 96951 - | 1999 TC173             | 10 d'octubre, 1999   | Socorro              | LINEAR        |
| 96952 - | 1999 TP174             | 10 d'octubre, 1999   | Socorro              | LINEAR        |
| 96953 - | 1999 TY175             | 10 d'octubre, 1999   | Socorro              | LINEAR        |
| 96954 - | 1999 TU176             | 10 d'octubre, 1999   | Socorro              | LINEAR        |
| 96955 - | 1999 TP177             | 10 d'octubre, 1999   | Socorro              | LINEAR        |
| 96956 - | 1999 TS183             | 12 d'octubre, 1999   | Socorro              | LINEAR        |
| 96957 - | 1999 TZ183             | 12 d'octubre, 1999   | Socorro              | LINEAR        |
| 96958 - | 1999 TM184             | 12 d'octubre, 1999   | Socorro              | LINEAR        |
| 96959 - | 1999 TT184             | 12 d'octubre, 1999   | Socorro              | LINEAR        |
| 96960 - | 1999 TV184             | 12 d'octubre, 1999   | Socorro              | LINEAR        |
| 96961 - | 1999 TZ184             | 12 d'octubre, 1999   | Socorro              | LINEAR        |
| 96962 - | 1999 TK185             | 12 d'octubre, 1999   | Socorro              | LINEAR        |
| 96963 - | 1999 TR186             | 12 d'octubre, 1999   | Socorro              | LINEAR        |
| 96964 - | 1999 TF187             | 12 d'octubre, 1999   | Socorro              | LINEAR        |
| 96965 - | 1999 TC188             | 12 d'octubre, 1999   | Socorro              | LINEAR        |
| 96966 - | 1999 TG188             | 12 d'octubre, 1999   | Socorro              | LINEAR        |
| 96967 - | 1999 TG189             | 12 d'octubre, 1999   | Socorro              | LINEAR        |
| 96968 - | 1999 TP189             | 12 d'octubre, 1999   | Socorro              | LINEAR        |
| 96969 - | 1999 TE190             | 12 d'octubre, 1999   | Socorro              | LINEAR        |
| 96970 - | 1999 TO192             | 12 d'octubre, 1999   | Socorro              | LINEAR        |
| 96971 - | 1999 TB193             | 12 d'octubre, 1999   | Socorro              | LINEAR        |
| 96972 - | 1999 TE193             | 12 d'octubre, 1999   | Socorro              | LINEAR        |
| 96973 - | 1999 TN193             | 12 d'octubre, 1999   | Socorro              | LINEAR        |
| 96974 - | 1999 TL194             | 12 d'octubre, 1999   | Socorro              | LINEAR        |
| 96975 - | 1999 TA197             | 12 d'octubre, 1999   | Socorro              | LINEAR        |
| 96976 - | 1999 TG197             | 12 d'octubre, 1999   | Socorro              | LINEAR        |
| 96977 - | 1999 TH197             | 12 d'octubre, 1999   | Socorro              | LINEAR        |
| 96978 - | 1999 TW197             | 12 d'octubre, 1999   | Socorro              | LINEAR        |
| 96979 - | 1999 TZ197             | 12 d'octubre, 1999   | Socorro              | LINEAR        |
| 96980 - | 1999 TM198             | 12 d'octubre, 1999   | Socorro              | LINEAR        |
| 96981 - | 1999 TB201             | 13 d'octubre, 1999   | Socorro              | LINEAR        |
| 96982 - | 1999 TA209             | 14 d'octubre, 1999   | Socorro              | LINEAR        |
| 96983 - | 1999 TH210             | 14 d'octubre, 1999   | Socorro              | LINEAR        |
| 96984 - | 1999 TT211             | 15 d'octubre, 1999   | Socorro              | LINEAR        |
| 96985 - | 1999 TT212             | 15 d'octubre, 1999   | Socorro              | LINEAR        |
| 96986 - | 1999 TK213             | 15 d'octubre, 1999   | Socorro              | LINEAR        |
| 96987 - | 1999 TS213             | 15 d'octubre, 1999   | Socorro              | LINEAR        |
| 96988 - | 1999 TP214             | 15 d'octubre, 1999   | Socorro              | LINEAR        |
| 96989 - | 1999 TA215             | 15 d'octubre, 1999   | Socorro              | LINEAR        |
| 96990 - | 1999 TQ215             | 15 d'octubre, 1999   | Socorro              | LINEAR        |
| 96991 - | 1999 TW216             | 15 d'octubre, 1999   | Socorro              | LINEAR        |
| 96992 - | 1999 TM217             | 15 d'octubre, 1999   | Socorro              | LINEAR        |
| 96993 - | 1999 TW219             | 1 d'octubre, 1999    | Catalina             | CSS           |
| 96994 - | 1999 TB220             | 1 d'octubre, 1999    | Catalina             | CSS           |
| 96995 - | 1999 TH220             | 1 d'octubre, 1999    | Catalina             | CSS           |
| 96996 - | 1999 TY220             | 2 d'octubre, 1999    | Anderson Mesa        | LONEOS        |
| 96997 - | 1999 TF225             | 2 d'octubre, 1999    | Kitt Peak            | Spacewatch    |
| 96998 - | 1999 TX225             | 2 d'octubre, 1999    | Kitt Peak            | Spacewatch    |
| 96999 - | 1999 TB230             | 3 d'octubre, 1999    | Socorro              | LINEAR        |
| 97000 - | 1999 TB233             | 7 d'octubre, 1999    | Catalina             | CSS           |